# 格雷芬多夫
格雷芬多尔夫是德国巴伐利亚州的一个市镇。总面积45.31平方公里，总人口1350人，其中男性673人，女性677人（2011年12月31日），人口密度30人/平方公里。